# Tab"jacha
La Tab"jacha (in russo Табъяха?) è un fiume della Russia siberiana occidentale, affluente di sinistra del Pur. Scorre nei rajon Nadymskij e Purovskij del Circondario autonomo Jamalo-Nenec.
Nasce nella parte settentrionale del bassopiano siberiano occidentale, attraversandone successivamente una sezione, con direzione mediamente orientale; confluisce nel canale Parde del fiume Pur nel suo corso inferiore, nell'area del delta ramificato (22 km a nord-ovest del villaggio di Samburg). Il principale affluente è il fiume Ngarka-Tab"jacha.
Il fiume è gelato per circa otto mesi l'anno, nel periodo ottobre - fine maggio/primi di giugno.